# Eleccions generals espanyoles de 2015
Les eleccions generals espanyoles de 2015 es van celebrar el diumenge 20 de desembre de 2015 per escollir les 11es Corts Generals del Regne d'Espanya. Els 350 escons del Congrés dels Diputats estaven a les eleccions, així com 208 dels 266 escons del Senat. A exactament quatre anys i un mes des de les anteriors eleccions generals, aquest encara és el període més llarg entre dues eleccions generals des de la transició democràtica espanyola, i l'única vegada a Espanya que s'han celebrat eleccions generals en l'última data possible que permet la llei.
Aquell mateix dia es van celebrar eleccions locals parcials a 30 municipis ia 113 entitats d'àmbit territorial inferior al municipi que després de les eleccions del 24 de maig van haver de ser repetides per la manca de candidats.

## Antecedents
Les eleccions van ser convocades pel rei, a proposta del president del Govern, Mariano Rajoy, i prèvia deliberació del Consell de Ministres, mitjançant l'expedició del reial decret de dissolució de les Corts Generals i convocatòria d'eleccions,89 que va entrar en vigor un dia després mitjançant la seva publicació al Butlletí Oficial de l'Estat, en compliment de l'article 115 de la Constitució i de l'article 42, apartat primer, de la Llei Orgànica 5/1985, de 19 de juny, del Règim Electoral General.

## Candidatures i programes
En el context de la crisi financera espanyola de principis de la dècada del 2010, recollint el relleu del Moviment 15-M va sorgir el partit Podem, que va tenir un ràpid creixement mediàtic i social i a les eleccions europees del 2014 i a les eleccions municipals i autonòmiques de maig de 2015 va aconseguir notables resultats a tot Espanya. Com a resposta a la divisió dels moviments d'esquerra la plataforma social Unitat Popular en Comú va intentar la confluència de totes les organitzacions de cara a crear una candidatura única per a les eleccions generals de 2015, però Podem va rebutjar a integrar-se en aquest moviment, i finalment es va formar la coalició Unitat Popular amb Esquerra Unida, Unitat Popular en Comú, Chunta Aragonesista, Izquierda Asturiana, Batzarre, Construint l'Esquerra-Alternativa Socialista, Segoviemos i Esquerra Castellana.
A continuació s'enumeren els principals partits i coalicions que es van presentar al Congrés dels Diputats:
| Partit o coalició | Partit o coalició | Cap de llista | Cap de llista                           | Programa                              | Lema                                                                                             |
| ----------------- | --- | ------------- | --------------------------------------- | ------------------------------------- | ------------------------------------------------------------------------------------------------ |
|                   | Partit Popular (PP) - Partit Popular (PP) - Unió del Poble Navarrès (UPN) - Fòrum Astúries (FAC) - Partit Aragonès (PAR) |               | Mariano Rajoy (Madrid)                  |                                       | "España en serio" (Espanya seriosament)                                                          |
|                   | Partit Socialista Obrer Espanyol (PSOE) - Partit Socialista Obrer Espanyol (PSOE) - Partit dels Socialistes de Catalunya (PSC) - Nova Canàries (NCa) |               | Pedro Sánchez (Madrid)                  |                                       | "Un futuro para la mayoría" (Un futur per a la majoria)                                          |
|                   | Democràcia i Llibertat (DiL) - Convergència Democràtica de Catalunya (CDC) - Demòcrates de Catalunya (DC) - Reagrupament (RI.cat) |               | Francesc Homs (Barcelona)               |                                       | "(Im)Possible"                                                                                   |
|                   | Unió Democràtica de Catalunya (unio.cat) |               | Josep Antoni Duran i Lleida (Barcelona) |                                       | "Solucions!"                                                                                     |
|                   | Esquerra Unida–Unitat Popular (IU-UP) - Esquerra Unida (IU) - Unitat Popular (UP) - Chunta Aragonesista (CHA) - Izquierda Asturiana (IAS) - Izquierda-Ezkerra (I-E) - Construint l'Esquerra-Alternativa Socialista (CLI–AS) - Segoviemos - Izquierda Castellana (IzCa) |               | Alberto Garzón (Madrid)                 |                                       | "Por un nuevo país" (Per un nou país)                                                            |
|                   | EH Bildu (EH Bildu) - Sortu - Eusko Alkartasuna (EA) - Aralar - Alternatiba |               | Iker Urbina (Àlaba)                     |                                       | "Bildu erabakira" Únete a la decisión" (Uneix-te a la decisió)                                   |
|                   | Partit Nacionalista Basc (PNB) |               | Aitor Esteban (Biscaia)                 |                                       | "Lehenik Euskadi" Euskadi es lo que importa" (Euskadi és el que importa)                         |
|                   | Unió, Progrés i Democràcia (UPyD) |               | Andrés Herzog (Madrid)                  |                                       | "Más España" (Més Espanya)                                                                       |
|                   | Esquerra Republicana de Catalunya–Catalunya Sí (ERC–CatSí) - Esquerra Republicana de Catalunya (ERC) - Catalunya Sí (CatSí) |               | Gabriel Rufián (Barcelona)              | Arxivat 2019-03-20 a Wayback Machine. | "Som república. Defensem el teu vot"                                                             |
|                   | Nós–Candidatura Gallega (Nós) - Bloc Nacionalista Gallec (BNG) - Partit Galleguista (PG) - Coalició Gallega (CG) - Partido Comunista do Povo Galego (PCPG) - Fronte Obreira Galega (FOG)                                                                               |               | Carme Adán (Pontevedra)                 |                                       | "A forza do noso pobo" (La força del nostre poble)                                               |
|                   | Coalició Canària-Partit Nacionalista Canari (CCa–PNC) - Coalició Canària (CCa) - Partit Nacionalista Canari (PNC) - Agrupación Herreña Independiente (AHI) |               | Ana Oramas (Santa Cruz de Tenerife)     | Arxivat 2019-05-28 a Wayback Machine. | "Luchar por Canarias" (Lluitar per les Canàries)                                                 |
|                   | Geroa Bai (GBai) - Zabaltzen - Atarrabia Taldea - Partit Nacionalista Basc (PNB) |               | Koldo Martínez (Navarra)                | Arxivat 2019-03-20 a Wayback Machine. | "Defiende Navarra" (Defensa Navarra) "Nafarron Hitza Madrilen" (La veu dels navarresos a Madrid) |
|                   | Podem (Podemos) - Podem (Podem) - Equo - Alt Aragó en Comú (AAAeC) - En Comú Podem (ECP) - Compromís-Podemos-És el moment (Podemos-Compromís) - En Marea (Podemos–Anova–EU)                                                                                            |               | Pablo Iglesias (Madrid)                 | Arxivat 2019-04-09 a Wayback Machine. | "Un país contigo. Podemos" (Un país amb tu. Podem)                                               |
|                   | Ciutadans–Partit de la Ciutadania (C's) |               | Albert Rivera (Madrid)                  |                                       | "Con ilusión" (Amb il·lusió)                                                                     |

## Resultats

### Congrés dels Diputats
| ← Eleccions generals espanyoles, 20 de desembre de 2015 → |                                                                     |                             |            |        |           |          |          |          |
|                                                           |                                                                     |                             |            |        |           |          |          |          |
| Llista electoral                                          | Llista electoral                                                    | Cap de llista               | Vots       | Vots   | Vots      | Diputats | Diputats | Diputats |
| Llista electoral                                          | Llista electoral                                                    | Cap de llista               | N°         | %      | +/-       | N°       | %        | +/-      |
|                                                           | Partit Popular (PP)                                                 | Mariano Rajoy               | 7.236.965  | 28,71  | 3.629.601 | 123      | 35,14    | 63       |
|                                                           | Partit Socialista Obrer Espanyol (PSOE)                             | Pedro Sánchez               | 5.545.315  | 22,00  | 1.458.196 | 90       | 25,71    | 20       |
|                                                           | Podemos-En Comú-Compromís-En Marea (PODEMOS)                        | Pablo Iglesias              | 5.212.711  | 20,68  | Nou       | 69       | 19,71    | 69       |
|                                                           | Ciutadans-Partit de la Ciutadania (C's)                             | Albert Rivera               | 3.514.528  | 13,94  | Nou       | 40       | 11,43    | 40       |
|                                                           | Esquerra Republicana de Catalunya-Catalunya Sí (ERC-CATSÍ)          | Gabriel Rufián              | 601.782    | 2,39   | 344.797   | 9        | 2,57     | 6        |
|                                                           | Democràcia i Llibertat. Convergència. Demòcrates. Reagrupament (DL) | Francesc Homs               | 567.253    | 2,25   | Nou       | 8        | 2,29     | 2        |
|                                                           | Partit Nacionalista Basc (EAJ-PNV)                                  | Andoni Ortuzar              | 302.316    | 1,20   | 22.001    | 6        | 1,71     | 1        |
|                                                           | Unitat Popular: Esquerra Unida- Unitat Popular en Comú (IU-UPeC)    | Alberto Garzón              | 926.783    | 3,68   | 759.257   | 2        | 0,57     | 9        |
|                                                           | Euskal Herria Bildu (EH Bildu)                                      | Marian Beitialarrangoitia   | 219.125    | 0,87   | 115.373   | 2        | 0,57     | 5        |
|                                                           | Coalició Canària-Partit Nacionalista Canari (CCa-PNC)               | Ana Oramas                  | 81.917     | 0,32   | 61.964    | 1        | 0,29     | 1        |
|                                                           | Partit Animalista Contra el Maltractament Animal (PACMA)            | Silvia Barquero             | 220.369    | 0,87   | 118.225   | 0        | 0        | =        |
|                                                           | Unió, Progrés i Democràcia (UPyD)                                   | Andrés Herzog               | 155.153    | 0,62   | 988.072   | 0        | 0        | 5        |
|                                                           | Nós-Candidatura Galega (BNG-CG-FOGA-PCPG-PG)                        | Carlos Callón               | 70.863     | 0,28   | 113.174   | 0        | 0        | 2        |
|                                                           | Unió Democràtica de Catalunya (unio.cat)                            | Josep Antoni Duran i Lleida | 65.388     | 0,26   | Nou       | 0        | 0        | 6        |
|                                                           | Vox (VOX)                                                           | Santiago Abascal            | 58.114     | 0,23   | Nou       | 0        | 0        | =        |
|                                                           | Recortes Cero-Grupo Verde (RECORTES CERO-GRUPO VERDE)               | Nuria Suárez                | 48.675     | 0,19   | Nou       | 0        | 0        | =        |
|                                                           | Més per Mallorca (MÉS)                                              | Antoni Verger               | 33.877     | 0,13   | Nou       | 0        | 0        | =        |
|                                                           | Partido Comunista de los Pueblos de España (PCPE)                   | Eduardo Corrales            | 31.179     | 0,12   | 4923      | 0        | 0        | =        |
|                                                           | Geroa Bai (GBAI)                                                    | Koldo Martínez              | 30.642     | 0,12   | 11.773    | 0        | 0        | 1        |
|                                                           | El Pi-Proposta per les Illes (EL PI)                                | Jaume Font                  | 12.910     | 0,05   | Nou       | 0        | 0        | =        |
|                                                           | Ciudadanos de Centro Democrático (CCD)                              |                             | 10.827     | 0,04   | 9753      | 0        | 0        | =        |
|                                                           | Escons en Blanc (EB)                                                |                             | 10.084     | 0,04   | 87.589    | 0        | 0        | =        |
| Cens electoral                                            | Cens electoral                                                      | Cens electoral              | 36.511.848 | 100%   |           |          |          |          |
| Participació                                              | Participació                                                        | Participació                | 25.438.532 | 69,67% |           |          |          |          |
| Vots vàlids                                               | Vots vàlids                                                         | Vots vàlids                 | 25.211.313 | 99,11% |           |          |          |          |
| Vots a candidatura                                        | Vots a candidatura                                                  | Vots a candidatura          | 25.023.181 | 98,37% |           |          |          |          |
| Vots en blanc                                             | Vots en blanc                                                       | Vots en blanc               | 188.132    | 0,75%  |           |          |          |          |
| Vots nuls                                                 | Vots nuls                                                           | Vots nuls                   | 227.219    | 0,89%  |           |          |          |          |
| Abstenció                                                 | Abstenció                                                           | Abstenció                   | 11.073.316 | 30,33% |           |          |          |          |

#### Resultats per comunitats autònomes
| Comunitat autònoma, comunitat foral o ciutat autònoma |       |       |       |       |       |      |       |       |       |       |       |       |      | Dif.   | Part. |
| ----------------------------------------------------- | ----- | ----- | ----- | ----- | ----- | ---- | ----- | ----- | ----- | ----- | ----- | ----- | ---- | ------ | ----- |
| Andalusia                                             | 29,10 | 31,53 | 13,77 | 16,86 |       | 5,77 |       |       |       |       |       |       |      | +2,43  | 71,34 |
| Aragó                                                 | 31,34 | 23,06 | 17,21 | 18,56 |       | 6,16 |       |       |       |       |       |       |      | +8,28  | 74,71 |
| Astúries                                              | 30,14 | 23,27 | 13,56 | 21,33 |       | 8,45 |       |       |       |       |       |       |      | +6,87  | 71,21 |
| Cantàbria                                             | 36,94 | 22,42 | 15,25 | 17,84 |       | 4,42 |       |       |       |       |       |       |      | +14,52 | 76,00 |
| Castella-La Manxa                                     | 38,17 | 28,38 | 13,76 | 13,62 |       | 3,58 |       |       |       |       |       |       |      | +9,79  | 76,49 |
| Castella i Lleó                                       | 39,15 | 22,48 | 15,36 | 15,03 |       | 4,56 |       |       |       |       |       |       |      | +16,57 | 75,94 |
| Catalunya                                             | 11,12 | 15,70 | 13,05 |       | 24,74 |      |       | 15,98 | 15,08 |       |       |       |      | +8,76  | 70,98 |
| Comunitat de Madrid                                   | 33,46 | 17,88 | 18,80 | 20,86 |       | 5,26 |       |       |       |       |       |       |      | +12,60 | 77,75 |
| País Valencià                                         | 31,30 | 19,84 | 15,84 |       |       | 4,17 | 25,09 | 0,09  |       |       |       |       |      | +6,27  | 76,58 |
| Extremadura                                           | 34,82 | 36,00 | 11,37 | 12,64 |       | 3,01 |       |       |       |       |       |       |      | +1,18  | 74,11 |
| Galícia                                               | 37,10 | 21,33 | 9,07  |       |       |      |       |       |       | 25,04 |       |       |      | +12,60 | 73,00 |
| Illes Balears                                         | 29,07 | 18,31 | 14,78 | 23,05 |       | 2,37 |       |       |       |       |       |       |      | +6,02  | 65,21 |
| Illes Canàries                                        | 28,54 | 21,99 | 11,42 | 23,28 |       | 3,12 |       |       |       |       |       |       | 8,24 | +5,26  | 65,66 |
| La Rioja                                              | 38,35 | 23,71 | 15,13 | 15,82 |       | 4,19 |       |       |       |       |       |       |      | +14,64 | 76,65 |
| Regió de Múrcia                                       | 40,44 | 20,32 | 17,67 | 15,16 |       | 3,13 |       |       |       |       |       |       |      | +20,12 | 72,96 |
| Navarra                                               | 28,93 | 15,53 | 7,05  | 22,99 |       | 4,11 |       |       |       |       |       | 9,90  |      | +5,94  | 74,28 |
| País Basc                                             | 11,62 | 13,25 | 4,09  | 25,97 |       | 2,94 |       |       |       |       | 24,75 | 15,07 |      | +1,22  | 71,45 |
| Ceuta                                                 | 44,89 | 23,07 | 13,29 | 14,06 |       | 1,30 |       |       |       |       |       |       |      | +21,82 | 56,46 |
| Melilla                                               | 43,93 | 24,59 | 15,55 | 11,44 |       | 1,29 |       |       |       |       |       |       |      | +19,34 | 53,30 |
| Total                                                 | 28,72 | 22,01 | 13,93 | 12,76 | 3,72  | 3,67 | 2,69  | 2,39  | 2,25  | 1,64  | 1,20  | 0,87  | 0,33 | +6,71  | 73,21 |
| Font: El País                                         |       |       |       |       |       |      |       |       |       |       |       |       |      |        |       |

#### Resultats per circumscripcions
| Circumscripció         |     |    |    |    |    |   |   |   |   |   |   |   |   | Total |
| ---------------------- | --- | -- | -- | -- | -- | - | - | - | - | - | - | - | - | ----- |
| Àlaba                  | 1   | 1  | 1  | 0  |    |   |   |   |   | 1 | 0 | 0 |   | 4     |
| Albacete               | 2   | 1  | 0  | 1  |    |   |   |   |   |   | 0 |   |   | 4     |
| Alacant                | 4   | 3  |    | 2  |    | 3 |   |   |   |   | 0 |   |   | 12    |
| Almeria                | 2   | 2  | 1  | 1  |    |   |   |   |   |   | 0 |   |   | 6     |
| Astúries               | 3   | 2  | 2  | 1  |    |   |   |   |   |   | 0 |   |   | 8     |
| Àvila                  | 2   | 1  | 0  | 0  |    |   |   |   |   |   | 0 |   |   | 3     |
| Badajoz                | 2   | 3  | 1  | 0  |    |   |   |   |   |   | 0 |   |   | 6     |
| Illes Balears          | 3   | 2  | 2  | 1  |    |   |   |   |   |   | 0 |   |   | 8     |
| Barcelona              | 4   | 5  |    | 4  | 9  |   | 5 | 4 |   |   |   |   |   | 31    |
| Burgos                 | 2   | 1  | 1  | 0  |    |   |   |   |   |   | 0 |   |   | 4     |
| Càceres                | 2   | 2  | 0  | 0  |    |   |   |   |   |   | 0 |   |   | 4     |
| Cadis                  | 3   | 3  | 2  | 1  |    |   |   |   |   |   | 0 |   |   | 4     |
| Cantàbria              | 2   | 1  | 1  | 1  |    |   |   |   |   |   | 0 |   |   | 5     |
| Castelló               | 2   | 1  |    | 1  |    | 1 |   |   |   |   | 0 |   |   | 5     |
| Ceuta                  | 1   | 0  | 0  | 0  |    |   |   |   |   |   | 0 |   |   | 5     |
| Cantàbria              | 3   | 2  | 0  | 0  |    |   |   |   |   |   | 0 |   |   | 5     |
| Còrdova                | 2   | 2  | 1  | 1  |    |   |   |   |   |   | 0 |   |   | 5     |
| La Corunya             | 3   | 2  |    | 1  |    |   |   |   | 2 |   |   |   |   | 8     |
| Conca                  | 2   | 1  | 0  | 0  |    |   |   |   |   |   | 0 |   |   | 3     |
| Girona                 | 0   | 1  |    | 0  | 1  |   | 2 | 2 |   |   |   |   |   | 6     |
| Granada                | 3   | 2  | 1  | 1  |    |   |   |   |   |   | 0 |   |   | 7     |
| Guadalajara            | 1   | 1  | 0  | 1  |    |   |   |   |   |   | 0 |   |   | 3     |
| Guipúscoa              | 0   | 1  | 2  | 0  |    |   |   |   |   | 2 | 0 | 1 |   | 6     |
| Huelva                 | 2   | 2  | 1  | 0  |    |   |   |   |   |   | 0 |   |   | 5     |
| Osca                   | 1   | 1  | 1  | 0  |    |   |   |   |   |   | 0 |   |   | 3     |
| Jaén                   | 2   | 3  | 0  | 0  |    |   |   |   |   |   | 0 |   |   | 5     |
| Lleó                   | 2   | 1  | 1  | 1  |    |   |   |   |   |   | 0 |   |   | 5     |
| Lleida                 | 0   | 1  |    | 0  | 1  |   | 1 | 1 |   |   |   |   |   | 4     |
| Lugo                   | 2   | 1  |    | 0  |    |   |   |   | 1 |   |   |   |   | 4     |
| Madrid                 | 13  | 6  | 8  | 7  |    |   |   |   |   |   | 2 |   |   | 36    |
| Màlaga                 | 4   | 3  | 2  | 2  |    |   |   |   |   |   | 0 |   |   | 11    |
| Melilla                | 1   | 0  | 0  | 0  |    |   |   |   |   |   | 0 |   |   | 1     |
| Múrcia                 | 5   | 2  | 1  | 2  |    |   |   |   |   |   | 0 |   |   | 10    |
| Navarra                | 2   | 1  | 2  | 0  |    |   |   |   |   |   | 0 | 0 |   | 5     |
| Ourense                | 2   | 1  |    | 0  |    |   |   |   | 1 |   |   |   |   | 4     |
| Palència               | 2   | 1  | 0  | 0  |    |   |   |   |   |   | 0 |   |   | 3     |
| Las Palmas             | 3   | 2  | 2  | 1  |    |   |   |   |   |   | 0 |   | 0 | 8     |
| Pontevedra             | 3   | 2  |    | 0  |    |   |   |   | 2 |   |   |   |   | 7     |
| La Rioja               | 2   | 1  | 1  | 0  |    |   |   |   |   |   | 0 |   |   | 4     |
| Salamanca              | 2   | 1  | 0  | 1  |    |   |   |   |   |   | 0 |   |   | 4     |
| Santa Cruz de Tenerife | 2   | 2  | 1  | 1  |    |   |   |   |   |   | 0 |   | 1 | 7     |
| Segòvia                | 2   | 1  | 0  | 0  |    |   |   |   |   |   | 0 |   |   | 3     |
| Sevilla                | 3   | 5  | 2  | 2  |    |   |   |   |   |   | 0 |   |   | 12    |
| Sòria                  | 1   | 1  | 0  | 0  |    |   |   |   |   |   | 0 |   |   | 2     |
| Tarragona              | 1   | 1  |    | 1  | 1  |   | 1 | 1 |   |   |   |   |   | 6     |
| Biscaia                | 1   | 1  | 2  | 0  |    |   |   |   |   | 3 | 0 | 1 |   | 8     |
| Terol                  | 2   | 1  | 0  | 0  |    |   |   |   |   |   | 0 |   |   | 3     |
| Toledo                 | 2   | 2  | 1  | 1  |    |   |   |   |   |   | 0 |   |   | 6     |
| València               | 5   | 3  |    | 2  |    | 5 |   |   |   |   | 0 |   |   | 15    |
| Valladolid             | 2   | 1  | 1  | 1  |    |   |   |   |   |   | 0 |   |   | 5     |
| Zamora                 | 2   | 1  | 0  | 0  |    |   |   |   |   |   | 0 |   |   | 3     |
| Saragossa              | 3   | 2  | 1  | 1  |    |   |   |   |   |   | 0 |   |   | 7     |
| Total                  | 123 | 90 | 42 | 40 | 12 | 9 | 9 | 8 | 6 | 6 | 2 | 2 | 1 | 350   |

### Senat
| ← Eleccions generals espanyoles, 20 de desembre de 2015 → |                                                                     |                   |                     |  |  |  |  |  |  |
|                                                           |                                                                     |                   |                     |  |  |  |  |  |  |
| Llista electoral                                          | Llista electoral                                                    | Senadors (escons) | Diferència d'escons |  |  |  |  |  |  |
|                                                           | Partit Popular (PP)                                                 | 124               | –12                 |  |  |  |  |  |  |
|                                                           | Partit Socialista Obrer Espanyol (PSOE)                             | 47                | –1                  |  |  |  |  |  |  |
|                                                           | Podemos (PODEMOS)                                                   | 9                 |                     |  |  |  |  |  |  |
|                                                           | Esquerra Republicana de Catalunya-Catalunya Sí (ERC-CATSÍ)          | 6                 | +6                  |  |  |  |  |  |  |
|                                                           | Democràcia i Llibertat. Convergència. Demòcrates. Reagrupament (DL) | 6                 |                     |  |  |  |  |  |  |
|                                                           | Euzko Alderdi Jeltzalea-Partit Nacionalista Basc (EAJ-PNV)          | 6                 | +2                  |  |  |  |  |  |  |
|                                                           | En Comú Podem (EN COMÚ)                                             | 4                 |                     |  |  |  |  |  |  |
|                                                           | En Marea (PODEMOS-En Marea-ANOVA-EU)                                | 2                 |                     |  |  |  |  |  |  |
|                                                           | Compromís-Podemos-És el moment (PODEMOS-COMPROMÍS)                  | 1                 |                     |  |  |  |  |  |  |
|                                                           | Cambio-Aldaketa (CAMBIO-ALDAKETA)                                   | 1                 |                     |  |  |  |  |  |  |
|                                                           | Coalició Canària-Partit Nacionalista Canari (CCa-PNC)               | 1                 | =                   |  |  |  |  |  |  |
|                                                           | Agrupación Socialista Gomera (ASG)                                  | 1                 |                     |  |  |  |  |  |  |

La candidatura més votada va ser la del Partit Popular (PP), liderat pel president Mariano Rajoy, que va obtenir al Congrés dels Diputats una majoria simple de 123 escons (63 menys que el 2011) i un 28,71% dels sufragis.
El segon partit més votat va ser el Partit Socialista Obrer Espanyol (PSOE), liderat per Pedro Sánchez, que va obtenir el 22,01% dels vots, cosa que es va traduir en 90 escons (20 menys que en els anteriors comicis, el seu pitjor resultat en l'actual democràcia).
Podem, partit liderat per Pablo Iglesias, es va presentar per primera vegada a unes generals i va obtenir 42 diputats (un 12,69% dels vots), que sumat a les coalicions electorals autonòmiques En Comú Podem (12 parlamentaris, 3,69 % dels vots), Compromís-Podem-És el moment (9, 2,67 %) i En Marea (6, 1,63 %), totes elles vinculades a Podem i altres formacions d'esquerra, van donar un total de 69 diputats i el 20,68% dels vots.17 L'altre partit emergent, Ciutadans-Partit de la Ciutadania (Cs), liderat per Albert Rivera, va obtenir 40 diputats (un 13,94% dels vots).
La resta de l'arc parlamentari va quedar configurat per Esquerra Republicana de Catalunya-Catalunya Sí (9, 2,39%), Democràcia i Llibertat (8, 2,25%), el Partit Nacionalista Basc (6, 1,20%), Unitat Popular: Esquerra Unida, Unitat Popular en Comú (2, 3,68%), Euskal Herria Bildu (2, 0,87%) i Coalició Canària-Partit Nacionalista Canari (1, 0,32%).18 D'altra banda, Unió Progrés i Democràcia, Unió Democràtica de Catalunya, el Bloc Nacionalista Gallec —que es presentava a la candidatura Nós— i la coalició Geroa Bai, que van tenir representació a la x legislatura, no van obtenir cap escó.
Al Senat, el Partit Popular va mantenir la majoria absoluta, amb 124 escons dels 208 de designació lliure en joc, encara que en va perdre 12. El Partit Socialista Obrer Espanyol en va perdre un, obtenint 47, seguit de Podem (9), Esquerra Republicana de Catalunya -Catalunya Sí (6, sis més que el 2011), Democràcia i Llibertat (6), el Partit Nacionalista Basc (6), En Comú Podem (4), A Marea (2) i Compromís-Podem-És el moment, Cambio-Aldaketa, Coalició Canària-Partit Nacionalista Canari i l'Agrupació Socialista Gomera (tots ells amb un representant).

## Conseqüències
Cap candidat va aconseguir suport per ser escollit president i es van haver de celebrar noves eleccions el juny de 2016.